# 아사리
아사리(阿闍梨)는 동아시아 불교에서 중생들을 가르치는 장로 스님을 지칭하는 단어이다. 이 용어는 규칙을 알고 가르치는 자라는 뜻의 산스크리트어 단어인 아차리야를 한문으로 번역한 것이다. 조동종에서는 다섯 개의 앙고를 완성한 승려들에 대한 존칭으로 사용된다.

## 같이 보기
- 아차리야

## 참고자료
- Baroni, Helen J. (2002). 《The Illustrated Encyclopedia of Zen Buddhism》. The Rosen Publishing Group, Inc. ISBN 0-8239-2240-5. OCLC 42680558.
- Fischer-Schreiber, Ingrid; Schuhmacher, Stephan; Woerner, Gert (1989). 《The Encyclopedia of Eastern Philosophy and Religion: Buddhism, Hinduism, Taoism, Zen》. Shambhala Publications. ISBN 0-87773-980-3.